# Seseli podlechii
Seseli podlechii är en flockblommig växtart som beskrevs av Leute. Seseli podlechii ingår i släktet säfferötter, och familjen flockblommiga växter. Inga underarter finns listade i Catalogue of Life.